# Ennya gounellei
Ennya gounellei är en insektsart som beskrevs av Jules Ferdinand Fallou. Ennya gounellei ingår i släktet Ennya och familjen hornstritar. Inga underarter finns listade i Catalogue of Life.